# Aunt Jemima
Pour les articles homonymes, voir Jemima (homonymie).

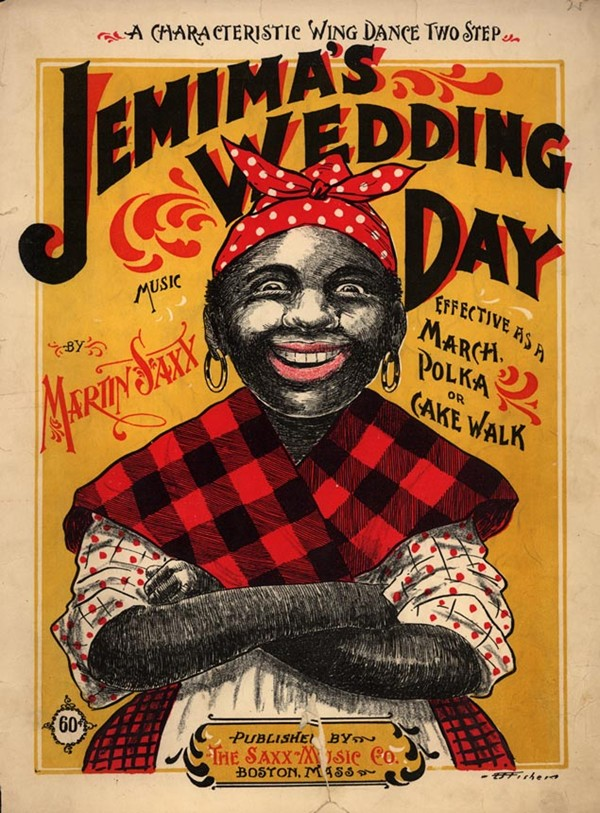
Personnage « Jemima » sur une couverture de partition de cake-walk de 1899

Aunt Jemima (Tante Jemima en français) est une marque commerciale de farine à crêpe, de sirop et d'autres produits pour le petit déjeuner actuellement possédée par la Quaker Oats Company.
La marque Aunt Jemima existe depuis 1893, même si le mélange à crêpe Aunt Jemima apparut dès 1889. Aux États-Unis, l'expression « Aunt Jemima » est parfois une version féminine d'Oncle Tom. Dans ce contexte, « Aunt Jemima » désigne une femme noire amicale, obséquieusement soumise, ou agissant en protectrice des intérêts des blancs. L'émission télévisée Beulah (en) des années 1950 a essuyé des critiques pour avoir dépeint une cuisinière et servante noire ayant les airs d'une mamie rappelant d'une certaine façon Aunt Jemima.

## Histoire
L'inspiration du personnage de Tante Jemima vient de la chanson de vaudeville et minstrel show de Billy Kersands Old Aunt Jemima (Vieille Tante Jemima), écrite en 1875. Le personnage de Tante Jemima était important dans les spectacles itinérants de la fin du XIXe siècle, et a plus tard été adopté par intérêt commercial comme nom de marque.
L'éditeur Chris L. Rutt de la St. Joseph Gazette de St. Joseph, Missouri et son ami Charles G. Underwood ont acheté un moulin à farine en 1888. La Milling Pearl Company de Rutt et Underwood faisait face à un marché de la farine saturé, alors ils ont vendu leur excès de farine sous forme de préparation à crêpe dans des sacs de papier blanc avec un nom de commerce (que Arthur F. Marquette surnommait « le dernier mélange prêt à l'emploi »).
Rutt aurait vu un spectacle itinérant qui présentait en vedette la chanson Old Aunt Jemima à l'automne 1889 présenté par des Blackfaces identifiés par Marquette comme Baker et Ferrell. Cependant Doris Witt fut incapable de corroborer la considération de Marquette. Witt suggère que Rutt devait avoir été témoin d'une performance de l'acteur de vaudeville Pete F. Baker, qui a joué un personnage décrit dans le journal de ce secteur comme Tante Jemima. Si cela est vrai, l'inspiration originale du personnage de Tante Jemima était un homme blanc au visage pâle, que certains ont décrit comme un immigrant allemand.

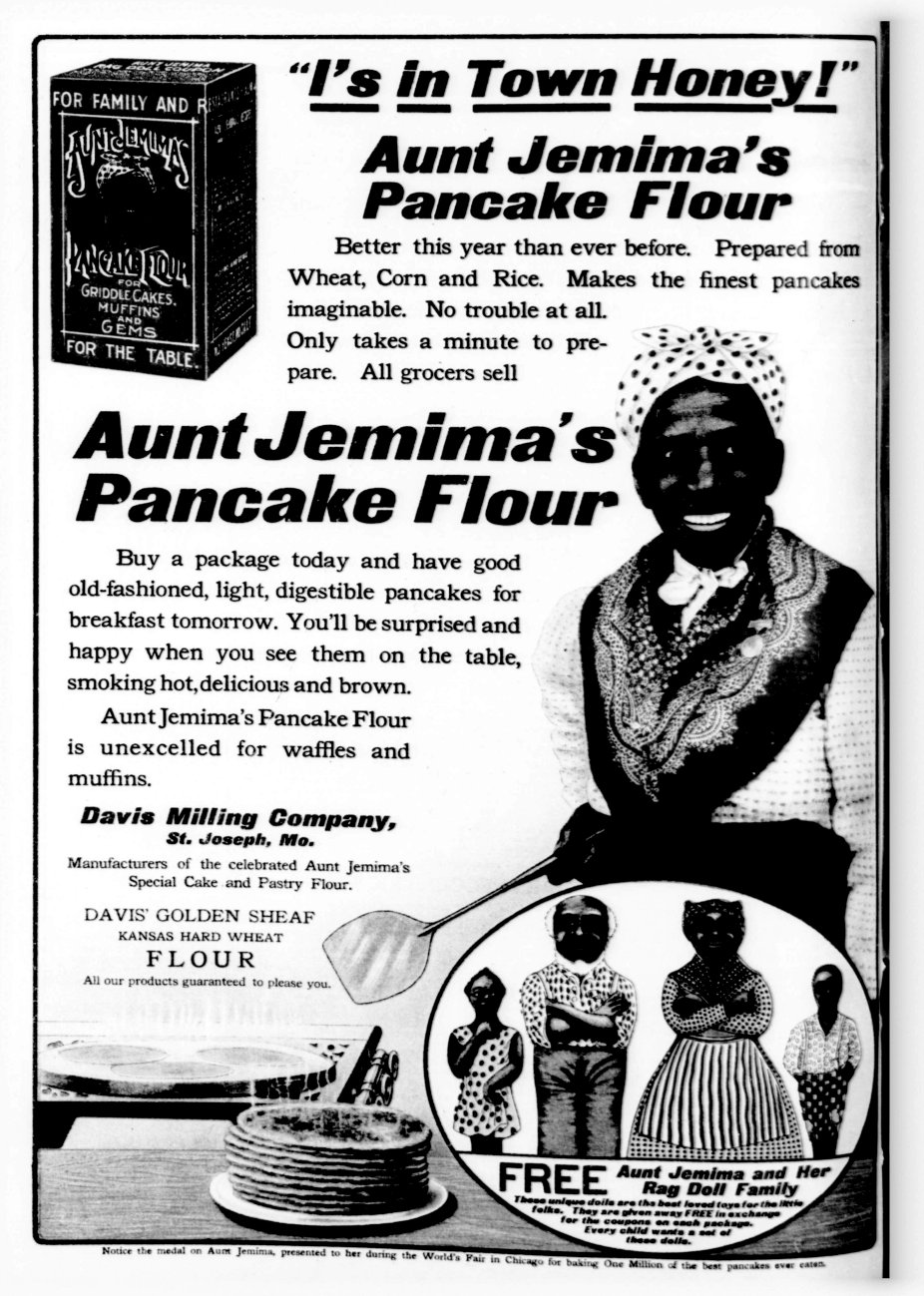
Annonce pub montrant Jemima avec son tablier et bandana, 1909.

Marquette raconte que l'acteur qui jouait Tante Jemima portait un tablier et un bandana, et Rutt s'est approprié le personnage de Tante Jemima pour vendre le mélange préfait de crêpe à la fin de l'année 1889, après avoir vu ce spectacle. Cependant, Rutt et Underwood, incapables de faire fonctionner le projet, vendent leur compagnie à la R.T. Davis Milling Company à St. Joseph, Missouri en 1890.
La R.T. Davis Milling Company a engagé l'ancienne esclave Nancy Green comme porte-parole des préparations à crêpes Tante Jemima en 1890. Née dans le comté de Montgomery dans le Kentucky, Nancy Green a joué le personnage de Jemima de 1890 à sa mort le 24 septembre 1923. En tant que Jemima, Green opérait un stand de préparation de crêpes lors de l'Exposition universelle de 1893 à Chicago, Illinois, apparaissant en même temps que le plus grand baril de farine du monde. À partir de ce point, le matériel de marketing pour la ligne de produits s'est centré autour du stéréotype de la mammy, incluant le premier slogan marketing de Tante Jemima utilisé durant l'exposition universelle : « I's in town, Honey ».
La Davis Milling Company fut rebaptisée Aunt Jemima Mills en 1914. La Quaker Oats Company a acheté la marque en 1926.
En 1933, Quaker engage Anna Robinson pour jouer Tante Jemima dans le cadre de leur promotion faite à l'exposition universelle de 1933, à Chicago. Quaker enregistre pour la première fois Tante Jemima en tant que marque déposée en 1937.
Le personnage de Tante Jemima a reçu les clés de la ville d'Albion dans le Michigan le 25 janvier 1964. Une actrice représentant Tante Jemima a visité plusieurs fois Albion pour des collectes de fonds.
Quaker Oats a introduit le sirop Tante Jemima en 1966, suivi par le sirop au beurre léger Tante Jemima en 1985, puis le sirop au beurre riche en 1991.
La recette du mélange a changé plusieurs fois au fil des années, tout comme l'image de Tante Jemima. Dans son plus récent changement de 1989, alors qu'elle atteignait son 100e anniversaire, l'image de 1968 a été mise à jour, avec son bandana replacé pour montrer une coiffure naturelle et des boucles d'oreilles de perles. Le logo représentait davantage la cuisinière moderne que sur les designs précédents, et contenait une connotation raciale bien moins forte. Ce nouvel aspect est encore aujourd'hui celui du produit.
La nourriture surgelée de Tante Jemima a été vendue sous le nom Aurora Foods en 1996, qui a été absorbé en 2004 par Pinnacle Foods Corporation.
En 2020, Quaker Oats a annoncé le mercredi 17 juin le changement du nom et du logo de sa marque de bouteilles de sirop et de préparations pour pancakes Aunt Jemima qui ont été dans les rayons depuis plus de 130 ans car ils ont été jugés racistes, en effet le logo représente une femme afro-américaine ce qui évoque le sud des États-Unis et son passé esclavagiste puis ségrégationniste. La vice-présidente et directrice du marketing de Quaker Foods North America, Kritstin Kroepfl, a déclaré que l'entreprise travaille à « mettre à jour » la marque vieille de plus de 130 ans afin qu'elle soit « appropriée et respectueuse ». L'entreprise a promis d'ici la fin de l'année que le logo et le nom disparaitront et que le nouvel emballage sortira en automne 2020 et que le nouveau nom sera annoncé ultérieurement,.
Au mois de février 2021 la compagnie annonce qu'elle se nommera dorénavant la Pearl Milling Company.

## Art et culture
Des artistes afro-américains, des femmes, dont Betye Saar, se sont intéressées à la figure, à l'image et au stéréotype de Aunt Jemima, pour « déconstruire » ce personnage, allégorie selon elles de « la soumission de la bonne domestique noire à ses maîtres blancs ».